# Colomby-Anguerny
Colomby-Anguerny is een fusiegemeente (commune nouvelle) in het Franse departement Calvados in de regio Normandië, die deel uitmaakt van het arrondissement Caen. De gemeente is op 1 januari 2016 ontstaan door samenvoeging van de gemeenten  Anguerny en Colomby-sur-Thaon. Colomby-Anguerny telde op 1 januari 2022 1.356 inwoners.

## Geografie
De oppervlakte van Colomby-Anguerny bedroeg op 1 januari 2022 5,61 vierkante kilometer; de bevolkingsdichtheid was toen 241,7 inwoners per km².
De onderstaande kaart toont de ligging van Colomby-Anguerny met de belangrijkste infrastructuur en aangrenzende gemeenten.

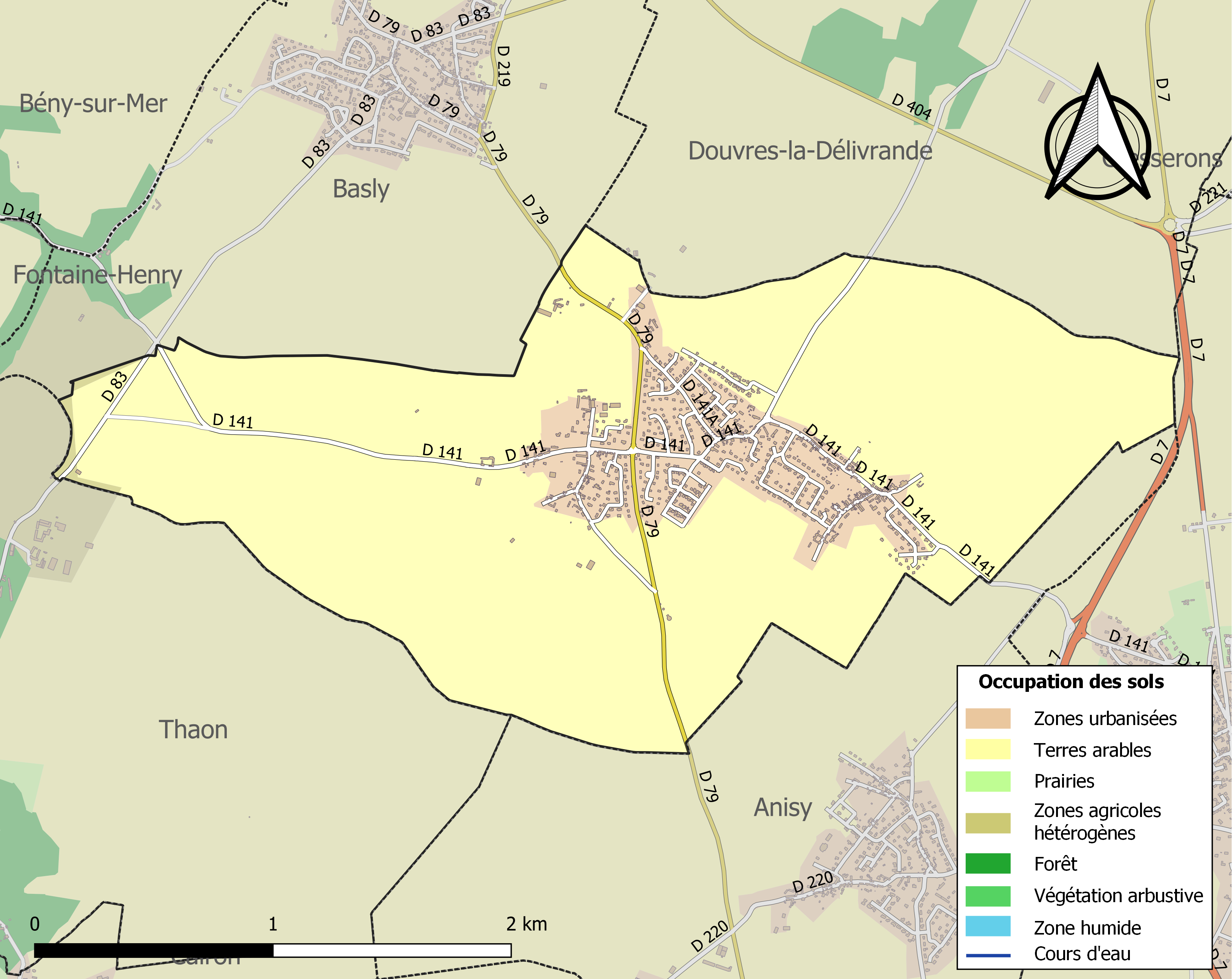